# ラ・リヴィエール・アングレーズ
ラ・リヴィエール・アングレーズ（フランス語: La Rivière Anglaise）はセーシェルの地区（District）のひとつで、マヘ島に位置する。また、首都ヴィクトリアを構成する地区の一つでもある。
地区名の「ラ・リヴィエール・アングレーズ」はフランス語名で、同じく公用語の英語ではイングリッシュ・リバー（English River）と呼ばれる。なお、もうひとつの公用語であるセーシェル・クレオール語では「Larivyer Anglez」と呼ばれる。

## 隣接行政区画
- ベル・エール
- サン・ルイ
- モン・バクストン
- アンス・エトワール